# Jaçanã (Rio Grande do Norte)
Pour les articles homonymes, voir Jaçanã (São Paulo).
Jaçanã est une municipalité brésilienne située dans l'État du Rio Grande do Norte.